# Százférfiak
A százférfiak vagy százférfiak tanácsa (németül: Hundertmannschaft) Kolozsvár évente választott városi nagytanácsa volt 1458 és 1848 között. A tanácstagokat centumpáternek vagy centumvirnek, a tanácsot centumvirátusnak nevezték.

## Története
Az 1405-ben szabad királyi várossá nyilvánított Kolozsváron a királyi kiváltságlevelek szabályozták a bíró és a városi tanács (esküdtek) választását. Az újév utáni első vasárnapon a közösség tizenkét esküdtet választott, akik a város öregjeivel és birtokosaival együtt megválasztották a bírót. Más európai városokhoz hasonlóan létezett egy hatvan tagú tanács, amely felügyeletet gyakorolt a bíró és az esküdtek fölött; ebből fejlődött ki utóbb a százférfiak intézménye.
A 15. században a magyar lakosság arányának megnövekedésével súrlódások alakultak ki a kolozsvári magyar és szász polgárok között. 1452-ben a két fél Hunyadi János kormányzóhoz fordult, aki úgy rendelkezett, hogy a király döntéséig a város vezetését illetően az addigi állapot maradjon érvényben. A viszály az uniónak nevezett megállapodással zárult, amelyet a felek Szilágyi Mihály közreműködésével kötöttek, és a kormányzó 1458. január 31-én hitelesített. Szabó Egyed bíró és Ambrus deák esküdt a magyar polgárok nevében, illetve Bertrám István és Hon István a szászok képviseletében úgy egyeztek meg, hogy a továbbiakban a bírót és az esküdteket száz jó hírnevű  férfi, ötven magyar és ötven szász válassza. A bíró egyik évben legyen magyar, a másikban szász, a magyar és a szász esküdtek száma legyen hat-hat. A város bevételeiből és vagyonából a két fél egyenlő arányban részesüljön. A megállapodást maga a király is megerősítette az 1468. január 17-én hitelesített oklevelében.
A megállapodás nem rendelkezett azonban a száz férfi megválasztásának módjáról, így a választásokat minden évben zavargások kísérték. Mátyás király ezért 1486. május 17-i parancslevelében elrendelte, hogy Kolozsvár vegye át Buda városának a szabályait és azoknak megfelelően járjon el.
1568-ban ismét felsőbb beavatkozásra volt szükség: a magyar polgárok nevében Nyirő Kálmán, Szegedy György jegyző, Ferenczi Antal és Péchy Mátyás  bepanaszolták a szászokat János Zsigmondnál, hogy megszegték az 1458-as uniót azáltal, hogy a plébánosválasztás jogát egyedül gyakorolják, illetve a Fő téri nagy templomot kizárólagosan használják. A szászok képviseletében Goldschmied Adorján, Herczeg Antal, Kappa Antal és Heltai Gáspár elutasították a vádakat azzal, hogy noha a templom használatára mindkét nemzetnek egyenlő joga volt, a magyarok nem éltek vele. A királyi tanács határozata szerint mindkét félnek egyenlő jogai vannak ebben a vonatkozásban is, így a szász nemzethez tartozó Dávid Ferenc (Franz Hertel) után magyar plébánost kell választani, és utána is váltakozva szászt illetve magyart. A nagy templomot évenkénti váltással kell használni: amelyik évben a város bírája magyar, a magyarok használják a nagy templomot, a szászok a kisebbet, a következő évben pedig fordítva. Ugyanígy évente váltakozva kell megválasztani a szegények kórházának felügyelőjét, de a szegényeket nemzetiségre való tekintet nélkül be kell fogadni. Háború esetén a két nemzet ugyanannyi katonát köteles állítani. A várkapukhoz két-két kulcsot kell készíttetni, az egyik a szász, a másik a magyar közösség által kijelölt személynél legyen, de egyikük sem nyithatja ki a kapukat a másik tudta nélkül. A városi adók és egyéb bevételek beszedésére és kezelésére négy magyar és négy szász polgárt kellett választani.
A százférfiak kezdetben díjazás nélkül végezték hivatali teendőiket, de 1580. augusztus 20-án rendeletet hoztak a tanácstagok állandó fizetéséről: „ezután esztendőnként a választott tanácsnak adjanak fl. negyedfélszázat, kinek elosztását bíróra és kir. bíróra hagyják”. 1595-ig bíróválasztás után a centumpáterek hazakísérték az új bírót, aki köteles volt meghívni őket vacsorára, ekkor azonban a nehéz gazdasági helyzetre hivatkozva a szokást hatályon kívül helyezték. A megvendégelési kötelezettséget egy 1778-ban hozott rendelettel törölték el véglegesen.
1638-tól kezdve a reformátusok is helyet kaptak a centumpáterek között és minden negyedik évben közülük került ki a főbíró. Ezen túlmenően a város arra is kötelezte magát a református Rákóczi Györggyel szemben, hogy négy év alatt 25 reformátust választanak a százférfiak közé. 1655-től kezdve a református tanácsosok számát ötvenre emelték; így a tanácsban 25 magyar református, 25 szász református, 25 magyar unitárius és 25 szász unitárius ült.
Miután Nagyvárad 1660. augusztus 28-án török kézre jutott, és Kolozsvár végvárrá lett, a városi önkormányzat hatáskörét részben a vármegyei rendszer vonta el. I. Apafi Mihály fejedelem új szervezetet próbált kialakítani a város számára. Az 1664-ben Fogarason tartott országgyűlés, a fejedelmi tanács és a város követei egy részletes szabályzatot dolgoztak ki a város számára. A vármegyei főispán egyúttal Kolozsvár főkapitányi tisztségét is viselte. A peres ügyeket 100 forint összeghatár felett a vármegye hatáskörébe utalták. A bíró (új nevén nemes hadnagy) és az esküdtek (ülnökök) választása a vármegye gyűlésén, a főispán és a nemesek jelenlétében kellett, hogy történjen. A végvári státussal a tisztán önkormányzati rendszer helyett egy vegyes katonai-polgári fennhatóság jött létre.
A török kiűzését követő Habsburg-uralom alatt Erdély belső ügyeit az 1690-ben kiadott Diploma Leopoldinum szabályozta, amely előnyben részesítette a római katolikusokat és reformátusokat az ágostai evangélikusokkal és az unitáriusokkal szemben. Kolozsvár visszakapta polgári igazgatását, de az önkormányzat már nem tudott a korábbi hatékonysággal működni, ezért a Gubernium többször is megintette. 1731-ben Sorger Gergely katolikus püspök írásos javaslatot tett a százférfiaknak egy katolikus férfi főbíróvá választására, ezt azonban a tanácsnokok figyelmen kívül hagyták és saját jelöltjüket, az unitárius Teleki Ferencet választották meg. 1790 körül (a pontos dátum nem ismert) az ágostai evangélikusok kérték a számarányuknak megfelelő képviseletet a százférfiak tanácsában.
A százférfiak intézménye 1848-ig állt fenn; ekkor valósult meg az áprilisi törvényekkel a szabad királyi városok közigazgatási reformja.

## Hatásköre
A százférfiak helyhatósági rendeleteket alkottak a város igazgatásával és belső életével kapcsolatban; tételesen ismert első szabályrendeletük 1537-ből maradt fenn a város függőpecsétjéval ellátott oklevélen. Gyűléseikről jegyzőkönyvet vezettek, ezek 1557-től ismertek. Határozatait a szűkebb tanács  (esküdtek) köteles volt végrehajtani. Amennyiben a bíró vétett a város szabályai ellen, a város ügyvédje a százférfiak és a város közönsége nevében emelt vádat ellene. A százférfiak 1559. április 18-i határozata értelmében a város rendeletei ellen vétő tisztségviselőket (bíró, esküdtek, centumpáterek) végérvényesen eltávolították a testületből. A rendeletek szabályozták az ipart, a  kereskedelmet és az árakat, a város belső rendjét és külső védelmét, az egyes társadalmi csoportok számára engedélyezett  viseletet, de az egyházak és oktatás ügyeibe is volt beleszólásuk. A város vagyonának felhasználásáról is dönthettek.
Egyes esetekben felülbírálták a bíró és az esküdtek döntését. 1557-ben például, amikor a bíró és az esküdtek megbízták Heltai Gáspár plébánost a városi fürdőház építésével, és napszámosokat ígértek neki, ezt a százférfiak úgy módosították, hogy a város polgárai nem kötelesek munkásokat biztosítani, a munkában való részvétel egyéni döntés alapján történjen.
A centumpáterek közül választották meg a városi igazgatás tisztségviselőit, vagyis a főbírót, királybírót, sáfárpolgárokat, direktorokat, számvevőket, ispotálymestereket, postamestert, divizorokat, ispánokat, vásárbírókat, adószedőket, tóbírákat, erdőbírákat, borbírákat, serlátókat, építőmestereket, cipósüttető urakat.
A centumvirátus külső ügyekben is képviselte a várost: 1551-ben például Fráter György a július 26-ra hirdetett országgyűlésre a százaknak írt meghívást, hogy maguk közül képviselőket küldjenek. Új év alkalmából ajándékot küldtek a királynak, utóbb az erdélyi fejedelemnek. 1579-ben, amikor a fejedelem letartóztatta Dávid Ferencet, a százférfiak küldöttséget menesztettek Gyulafehérvárra, hogy közbenjárjanak az érdekében. Háborús helyzetben is ők tárgyaltak a város nevében.
1731. október 22-én a százférfiak huszonkét pontból álló kérést terjesztettek a tanács elé, nagyobb részt kérve a közhatalom gyakorlásából. A kérések egy része a bevételek és vagyon feletti ellenőrzésre vonatkozott (adók kivetése, kölcsönök felvétele, tisztségviselők fizetése, katonai szállások díja, díjmentes földhasználat), más része a tisztségviselők választására és jogállására.
1800. december 10-étől kezdődően a választott százférfiaknak jogában állt a tanács jelenléte nélkül is gyűlésezni és rendeletet hozni.